# Imperial Esports
Imperial Esports, ou simplesmente Imperial e às vezes chamada de Imperial Sportsbet.io por questões de patrocínio, é uma organização profissional brasileira de esportes eletrônicos. É mais conhecida pela sua equipe de Counter-Strike: Global Offensive, que foi formada por jogadores veteranos da cena brasileira, como Gabriel "FalleN" Toledo, Fernando "fer" Alvarenga, Lincoln "fnx" Lau, Ricardo "boltz" Prass e Vinicius "VINI" Figueiredo. Embora o time tenha mudado com o tempo, o time de 2022, apelidado de "The Last Dance" (em referência à série The Last Dance) ganhou popularidade mundial na classificação para o IEM Rio Major 2022. A organização também possui uma equipe de CrossFire. 

## Counter-Strike 2

### História
Em 5 de setembro de 2018, a Imperial adquiriu o time de Counter-Strike: Global Offensive do Santos e-Sports. No início de 2022, após o contrato de todos os seus jogadores expirarem, a organização assinou com o "The Last Dance", elenco criado por Gabriel "FalleN" Toledo que visava reunir veteranos do cenário competitivo brasileiro para buscar grandes conquistas novamente ao Brasil. Rumores indicavam que a ideia inicial era reunir os cinco ex-membros da equipe vencedora de dois Majors, um pela Luminosity Gaming e outro pela SK Gaming, composta por Gabriel "FalleN" Toledo, Fernando "fer" Alvarenga, Lincoln "fnx" Lau, Marcelo "coldzera" David e Epitácio "TACO" de Melo, entretanto, esses dois últimos já haviam outros projetos e escolheram não participar. Logo foram escolhidos os brasileiros Ricardo "boltz" Prass e Vinicius "VINI" Figueiredo para completarem o time, além de Luis "peacemaker" Tadeu como técnico.
O time conseguiu, por meio do RMR das Américas, se classificar para disputar o PGL Major Antwerp 2022 pela Fase dos Desafiadores e depois, passaram para a Fase das Lendas, onde foram eliminados, sem conseguirem chegar às eliminatórias.
Em 12 de agosto, a Imperial anuncia a saída de Luis "peacemaker" Tadeu da equipe por conta de "algumas questões internas do grupo". No dia 21 de agosto, é anunciado que Lincoln "fnx" Lau deixaria de jogar pela equipe e assumiria a função de técnico, ele foi substituído por Marcelo "chelo" Cespedes.
Em 9 de outubro, a Imperial garantiu a última vaga restante de 24 equipes do IEM Rio Major 2022 em uma série disputada de 2–1 contra a norte-americana Complexity Gaming, com o último mapa sendo de 22–20. Infelizmente, a equipe não conseguiu bons resultados no torneio e caiu na primeira fase.
Em 2 de abril de 2023, a Imperial venceu o BLAST Premier Spring American Showdown e se tornou a representante das Américas a disputar as finais da temporada de primavera da BLAST Premier. Nas finais de primavera, a Imperial estreou vencendo uma série por 2–0 contra a Team Vitality, que havia acabado de vencer o BLAST Paris Major 2023 sem perder nenhum mapa. Eles chegaram até as semifinais do torneio, onde caíram para a Heroic por 2–1, conquistando sua primeira grande colocação em um campeonato de alto nível. No dia 3 de julho, a Imperial anunciou a saída do líder de seu projeto e capitão do time, Gabriel "FalleN" Toledo, além de Marcelo "chelo" Cespedes.

### Conquistas notáveis
- 3º–4º — BLAST Premier 2023 Spring Finals[22]

### Imperial Valkyries
Em 25 de maio de 2024, a Imperial anunciou a contratação da line-up feminina da Nigma Galaxy, que havia sido hexacampeã da ESL Impact League, o principal torneio composto exclusivamente por equipes femininas de CS2.
Ainda em maio daquele ano, no primeiro torneio da nova line-up feminina, as Valquírias conquistaram a ESL Impact League Season 5, vencendo a equipe europeia Let Her Cook na final disputada no Centro de Convenções de Dallas.
Após esse título, a equipe venceu alguns torneios menores antes de retornar a Dallas, em novembro, para disputar a ESL Impact League Season 6. Com mais uma campanha impressionante, a Imperial sagrou-se campeã novamente, derrotando a equipe feminina da FURIA na final por 2 a 1.
Em dezembro, graças à boa colocação no ranking mundial da Valve, a equipe feminina da Imperial foi convidada a participar do qualificatório da BLAST Premier Bounty, torneio que reunia as melhores equipes de CS2 do mundo naquele momento, incluindo a atual campeã do Major, a Team Spirit.
Em janeiro de 2025, a ESL anunciou a lista de convidados para o Intel Extreme Masters Katowice 2025, que incluía a Imperial. Foi a primeira vez que uma equipe feminina participou de um evento da ESL Pro Tour.

#### Conquistas notáveis
- 1º — ESL Impact League Season 5
- 1º — ESL Impact League Season 6